# MANAMI N
MANAMI N.（まなみ えぬ もしくは Manami Nagahari 長針眞奈美）は、日本の女性エレクトロニカ・ミュージシャン、パフォーマー。2006年よりドイツ・ベルリン在住。新潟県出身、新潟大学教育学部卒。

## 略歴
1999年に山崎憲司と共にKamomellia（当初はTaeと名乗っていたが2005年に改名）をスタート、2003年にはヨーロッパツアーを行っている。また、PlayStation 2のゲーム音楽に参加もしている。
ソロ活動は2004年・2005年にヨーロッパのインディーズレーベルよりリリース、それを機に2006年からドイツ・ベルリンに拠点を移し、パフォーマンスをメインテーマに活動を行っている。2009年よりドイツ・ライプツィヒインディーズレーベル/privatelektroのメンバーとなる。2011年以降、福島原発事故をテーマにするなど、社会的なテーマにも積極的に取り組んでいる。

## ディスコグラフィ (CD)
- 「A Monumental struggle of good vs. evil」/ Privatelektro, Germany 2004
- 「A Girl From Tokyo / Postoffice records, England 2005
- 「部屋の中－collaborate to Mark Badur－」/Fruehsorge contemporary drawing, Germany 2007
- 「Kill Wasabi」/ Privatelektro, Germany 2010

## 出演Festival
- Headphone festival  (Leipzig, Germany 2007)
- ()RE|BOOT (London,England 2008)
- Headphone festival (Pecs,Hungary 2008)
- Avandgarde festival (Schiphorst,Germany 2008)
- SIMULTAN video and media art festival (Timisoara, Romania 2009)

- Hörbar-Ausklang festival (Hamburg, Germany 2012)
- Relevante Musik- Festival of Political Media Art, Performance and Music (Berlin, Germany 2013)
- Edition Heroines of Sound at Kantine Berghain (Berlin Germany 2017)